# Combate de los Altos de Chipe
El combate de los Altos de Chipe fue un enfrentamiento entre un destacamento de caballería e infantería peruana y las tropas bolivianas cerca al pueblo de Locumba en Tacna ocurrido el 25 de diciembre de 1841 siendo victoria peruana en el marco de la Guerra Peruano-Boliviana.

## Antecedentes
Luego de la batalla de Ingavi, los bolivianos invadieron el sur peruano desde Puno, Tacna, Arica, Tarapacá y por muy corto tiempo, Moquegua.
Esta invasión se dio con el fin de asegurar los principales puertos del Perú, a partir de allí se abren entonces diversos frentes de lucha en el sur peruano.
El 9 de diciembre de 1841, un regimiento al mando del coronel Manuel Rodríguez Magariños (Jefe de la segunda división boliviana) ocupa Tacna, otro al mando del coronel Bernardo Rojas ocupan Arica, y otra al mando del coronel José María García ocupan Tarapacá, mientras las fuerzas de José Ballivián ocupan Moquegua y Puno.

## Historia
El prefecto de Moquegua, Manuel de Mendiburu, dirigió desde Camiara la resistencia de los pueblos en el interior de Tacna. Las partidas de guerrillas mandadas por Juan Bautista Ramos y Manuel Lavayen rechazaron con éxito, en el lugar llamado Altos de Chipe, al ejército boliviano salido de esa ciudad. Se distinguieron en este encuentro los emigrados de Tacna encabezados por José Rosa Ara y Robles y Justo Arias y Aragüez. La Marina de guerra peruana contribuyó a los éxitos de los guerrilleros de la costa.

## Combate
Las tropas de Mayor EP Juan Bautista Ramos y del Coronel EP Manuel Lavayen, prosiguieron su avance y durante la ruta divisaron a la distancia a las tropas Manuel Rodríguez Magariños que sumaban poco más de 335 hombres. Debido al factor sorpresa y a la estrategia de guerra de guerrillas; el ejército boliviano fue aniquilado casi en su totalidad, no se aceptó ninguna rendición, era el recuerdo de los asesinados en el Hospital de la Paz (Después del combate de Mecapaca), la burla y maltrato que hicieron del cadáver de Gamarra y de sus fieles soldados.
Las guerrillas peruanas de Ramos y Lavayen tuvieron otros enfrentamientos con los invasores. Toda la región de Sama (Combate de Sama) quedó en poder de ellas. En las semanas posteriores siguieron atacando con éxito a patrullas y destacamentos Bolivianos en toda esa región. 
Al repasar la cordillera de los Andes con motivo de la inminente llegada de las tropas peruanas mejor armadas provenientes del norte y que por ende llegarían a Tacna y Arica en los próximos días; sumando a aquello todos las reveses sufridos por el ejército Boliviano, hicieron que Ballivián ordene la desocupación definitiva de toda la región de Arica el 19 de febrero de 1842 y de Tacna el 21 de febrero del mismo año con daños a la propiedad, en la población y a costa de numerosas deserciones. Para evitar ser atacadas, emprendieron presurosa retirada con dirección a Puno, pero la ruta estuvo marcada por la muerte y penurias la cual sufrieron ataques de las milicias y voluntarios Peruanos que no deseaban darles Cuartel y las deserciones de las tropas de Rodríguez Magariños eran numerosas.